# GolfStyles
GolfStyles — это региональный журнал о гольфe, публикуемым в городе Фэйрфакс, Виргиния и продаваемый в Вашингтоне. Он также публикуется в четырёх других региональных рынках: Филадельфии, Нью-Джерси, Огайо, и в Атланте. В начале 2007 года общий тираж вырос до более чем 315 тысяч экземпляров в каждом выпуске. Golf Business Wire называет его «лучшим журналом о гольфе в Америке с региональным фокусом».
Журнал позиционирует себя как «Лучший региональный журнал о гольфе в Америке» и был назван журналом «мирового класса» известным дизайнером полей для гольфа Артуром Хиллзом. Журнал принадлежал Мун Сон Мёну.
4 марта 2006 года компания GolfStyles запустила одноименную радио-программу GolfStyles в прямом эфире; Golf Business Wire назвал его «хитом среди еженедельных радиошоу». Генеральный директор радио АМ-990 Рocc Уитна называет журнал GolfStyles «признанным лидером в индустрии публикаций о гольфе».